# Guam
Guam [gu̯am] (in der Lokalsprache Chamorro Guåhan geschrieben) ist die größte und südlichste Insel des Marianen-Archipels im westpazifischen Ozean. Sie ist ein nichtinkorporiertes Territorium der Vereinigten Staaten (siehe Außengebiet der Vereinigten Staaten). Die Hauptstadt ist Hagåtña, bevölkerungsreichste Siedlung ist Dededo. Die strategisch wichtige Andersen Air Force Base, ein Luftwaffenstützpunkt der United States Air Force, befindet sich auf der Insel. 

## Geographie

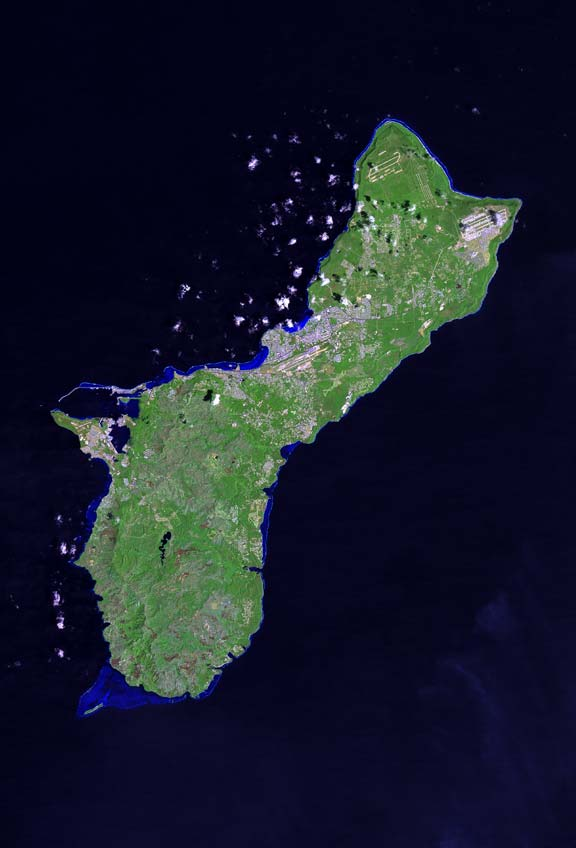
Satellitenaufnahme von Guam

Guam gehört geographisch zu der Inselregion Mikronesien und besteht aus einem flachen, korallinen Kalkplateau auf vulkanischem Untergrund (auch gleichzeitig die Quelle des meisten Süßwassers) mit steil aufragenden Küstenklippen und einer schmalen Küstenebene im Norden, einer flach gewellten Hügellandschaft in der Inselmitte und Bergen im Süden. Die Insel liegt in einer erdbebengefährdeten Zone. In vergangenen Jahren erreichten Erdbeben, deren Epizentren nahe Guam lagen, Stärken von 7,0 bis 8,2.
Die Insel liegt 6298 km westlich von Hawaii, 2058 km östlich der Philippinen (Insel Mindanao) und 2386 km südlich von Japan (Insel Honshū).
Guam ist ungefähr 48 km lang und 18,5 km breit. Die Länge der Küstenlinie beträgt 149 km. Der höchste Punkt der Insel ist der Mount Lamlam (406 m).

### Klima
Das Klima auf Guam ist typisch tropisch, es ist generell warm und feucht. Die Trockenzeit dauert in der Regel von Januar bis Juli an, die Regenzeit von Juli bis Dezember. In dieser Zeit kann es auch zu zerstörerischen Taifunen kommen, was jedoch selten ist. In den vergangenen Jahren ist diese Trennung zwischen Trocken- und Regenzeit aber immer schwächer geworden, inzwischen muss man zu jeder Jahreszeit mit heftigem Regen rechnen.
Die jährliche Durchschnittstemperatur des Wassers beträgt 27 °C.

### Flora und Fauna
Flora und Fauna der Insel Guam sind heute stark von den Auswirkungen des Eindringens nichteinheimischer Arten geprägt. Besonders ist hierbei das Auftreten und die massenhafte Vermehrung der Braunen Nachtbaumnatter zu nennen, die unter anderem zum beinahe vollständigen Aussterben der Vogelwelt Guams, darunter zwölf endemischer Vogelarten, führte. Die Guamkrähe (Corvus kubaryi) gilt gemäß IUCN-Klassifikation als vom Aussterben bedroht. Das einzige verbliebene einheimische Säugetier ist der Marianen-Flughund (Pteropus mariannus mariannus), während der Guam-Flughund (Pteropus tokudae) vermutlich ausgestorben ist und der Glattnasen-Freischwanz der Art Emballonura semicaudata auf Guam ebenfalls nicht mehr vorkommt, allerdings noch auf anderen Pazifikinseln anzutreffen ist. Aufgrund der dezimierten Vogelwelt ist die Dichte der Gesamtspinnenpopulation Guams 40-mal höher als auf benachbarten Inseln, da mit den Vögeln die Prädatoren fehlen. Bei vielen Pflanzenarten sind zudem Bestäuber bzw. Vögel zur Samenverbreitung weggefallen.

## Bevölkerung

### Herkunft
Etwa 37,1 % der Einwohner Guams gehören den Chamorro an, 26,3 % der Bevölkerung sind Filipinos (zum Großteil Malaien), 11,3 % stammen von anderen pazifischen Inseln, 6,9 % sind europäisch, 6,3 % sind koreanischer, chinesischer oder japanischer Herkunft, 2,3 % haben eine andere Herkunft.
Im Jahre 2017 waren 47,5 % der Bevölkerung nicht auf Guam geboren.

### Sprache
38,3 % der Bevölkerung sprechen Englisch, das Amts- und Verkehrssprache ist. Daneben sprechen 22,2 % Chamorro, 22,2 % philippinische Sprachen, 7 % eine andere asiatische Sprache, 6,8 % sprechen eine Sprache von anderen Pazifikinseln und 3,5 % eine andere Sprache.

### Altersstruktur
| Alter [Jahre] | Anteil | Männer | Frauen |
| ------------- | ------ | ------ | ------ |
| < 15          | 29,4 % | 25.645 | 23.887 |
| 15 – 65       | 64,1 % | 55.115 | 52.935 |
| ≥ 65          | 06,5 % | 05.157 | 05.825 |

Die Lebenserwartung betrug 2016 im Durchschnitt 79,1 Jahre (Männer: 76,1 Jahre, Frauen: 84,2 Jahre).

### Religion
85 % der Bevölkerung bekennen sich zum katholischen Glauben, die Hauptstadt ist zugleich Sitz des Erzbistums Agaña. 15 % bekennen sich zu anderen oder keinen Religionen.

## Geschichte

### Frühgeschichte

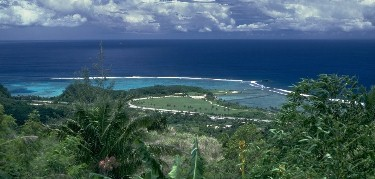
Blick auf den National Historic Park

Guam und die anderen Inseln der Marianen wurden DNA-Analysen alter Skelette zufolge vor etwa 3500 Jahren von Siedlern von den Philippinen erstmals besiedelt. Eine andere Theorie besagt, dass die Besiedlung der Insel aus dem südöstlichen Indonesien erfolgte. Als Quellen für die Zeit vor den Europäern gelten die Legenden und Mythen der Chamorros, archäologische Grabungen, Aufzeichnungen von Jesuiten und Forschungen von Wissenschaftlern wie Otto von Kotzebue und Louis de Freycinet.

### Spanische Herrschaft

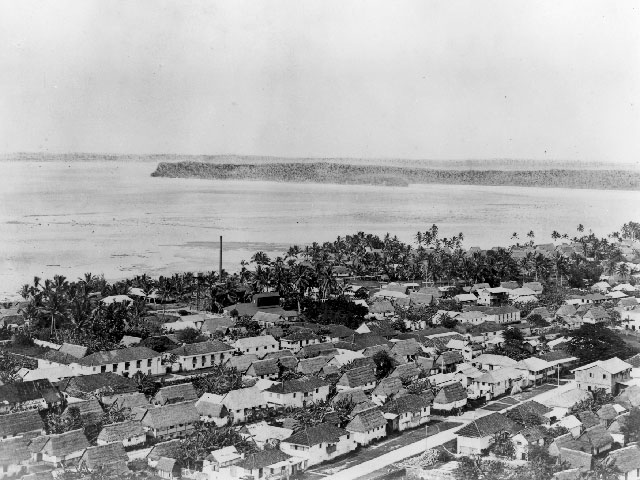
Hauptstadt Agana vor dem Zweiten Weltkrieg

Am 6. März 1521 steuerte Ferdinand Magellan den Marianen-Archipel an, den er nach einigen Missverständnissen mit den Einheimischen „Las Islas de los Ladrones“ (Die Inseln der Diebe) nannte. Fünf Jahre später machte auch das Flaggschiff der glücklosen Loaisa-Expedition Halt auf Guam. Dabei traf die Mannschaft zu ihrer Überraschung auf einen Spanier, Gonzalo de Vigo. Vigo war bei Magellans Weltumsegelung desertiert. 1565 wurde Guam von Miguel López de Legazpi für Spanien beansprucht. 1668 erreichten Jesuiten die Insel, verbreiteten den christlichen (katholischen) Glauben und änderten den Namen des Archipels in Marianen, nach Marianne von Österreich, der Witwe von Spaniens König Philipp IV.
In Spanisch-Ostindien war Guam ein bedeutender Stützpunkt, der vor allem von den Manila-Galeonen als Zwischenstation auf ihrer langen Reise über den Pazifik genutzt wurde. Diese Schiffe brachten meist einmal im Jahr fernöstliche Waren von den Philippinen nach Mexiko, weniger häufig auch an die südamerikanische Pazifikküste nach Lima.

### Eroberung durch die USA und Zweiter Weltkrieg
Im Spanisch-Amerikanischen Krieg wurde Guam am 21. Juni 1898 ohne Blutvergießen von US-Truppen erobert. Mit dem 1899 ratifizierten Pariser Frieden kam die Insel endgültig unter US-amerikanische Verwaltung.
Trotz zunehmender Spannungen zwischen Japan und den USA im Jahr 1941 wurde Guam von den amerikanischen Streitkräften nicht befestigt. Die Insel erhielt die niedrigste Prioritätsstufe in puncto Verteidigung, obwohl mehrere Unterseekabel über Guam liefen, darunter auch jenes, das die US-Westküste und die Philippinen verband.
Am 8. Dezember 1941, kurz nach dem Angriff auf Pearl Harbor, wurde Guam von den Japanern angegriffen. Die Invasionsflotte bestand aus vier Schweren Kreuzern, vier Zerstörern, zwei Kanonenbooten, sechs Jagd-U-Booten und zwei Minensuchern und erhielt zudem Luftunterstützung vom naheliegenden Saipan. In der ersten Schlacht um Guam sahen sich 547 US-Soldaten, darunter Marines, andere Militärangehörige und Polizisten einer japanischen Übermacht von 5900 japanischen Soldaten gegenüber, die von der Invasionsflotte angelandet wurden. Die Insel blieb bis zum Juli 1944 unter der Herrschaft der Japaner. Die Zeit der Besatzung war eine harte Erfahrung für die Bevölkerung, da die japanische Armee ein brutales Besatzungsregime führte.
Die japanische Besatzungsmacht versuchte durch ein neues Schulsystem, die Bewohner Guams zu japanifizieren.
Mit der Landung amerikanischer Truppen am 21. Juli 1944 begann die zweite Schlacht um Guam, die am 10. August mit dem Sieg der US-Streitkräfte endete, nachdem die japanischen Verteidiger fast drei Wochen lang erbitterten Widerstand geleistet hatten. Ihr Kommandeur Hideyoshi Obata beging rituellen Selbstmord (Seppuku). Einzelne japanische Soldaten, die sich der Gefangennahme entziehen konnten, verübten noch nach der Rückeroberung der Insel durch die Amerikaner verschiedentlich Anschläge aus dem Hinterhalt. Berühmt wurde der Fall des japanischen Unteroffiziers Shōichi Yokoi, der erst am 24. Januar 1972 entdeckt wurde: Er hatte sich nach Ende des Zweiten Weltkriegs fast 28 Jahre lang auf der Insel versteckt gehalten. Noch während der Kampfhandlungen begann, wie vorher schon in Saipan und Tinian, der Ausbau Guams zu einem riesigen Militärstützpunkt. Aber erst im letzten Kriegsmonat griffen B-29-Bomber auch von Guam aus Japan an.

### Nach dem Zweiten Weltkrieg
Seit 1946 steht das Territorium auf der UN-Liste der Hoheitsgebiete ohne Selbstregierung. 1949 unterschrieb Harry S. Truman den Organic Act, ein Gesetz, das Guam zu einem externen Territorium der USA mit innerer Autonomie machte, das es bis heute geblieben ist.
Ab 1962 baute die United States Navy den Hafen Apra zu einem Marinestützpunkt für die Atom-U-Boote aus, die mit strategischen Mittelstreckenraketen vom Typ UGM-27 Polaris ausgerüstet sind (SSBN).
1996 führten die USA eine verdeckte Evakuierung durch. Vom 15. September bis 16. Dezember wurden im Rahmen der Operation Pacific Haven / Quick Transit 6.500 Kurden aus dem Irak über Guam in die USA ausgeflogen.

## Flugunfälle

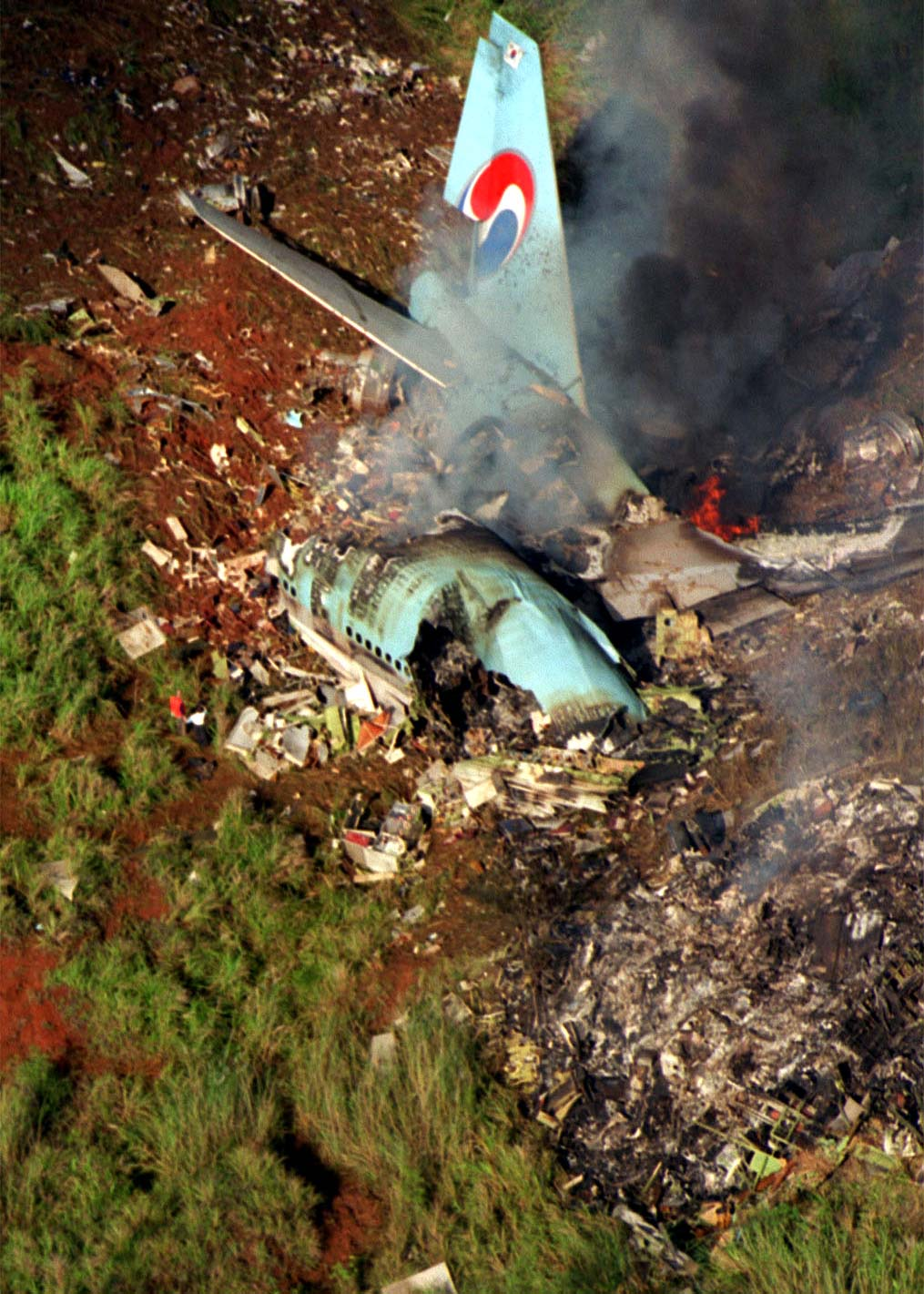
CFIT – Korean-Air-Flug 801 am 6. August 1997 (228 Menschen starben, 26 überlebten)

Am 6. August 1997 zerschellte eine Boeing 747-300 der Korean Airlines auf dem Korean-Air-Flug 801 von Seoul nach Agana (Guam) bei heftigem Regen an einem Hügel 5 km vor dem Flughafen Hagåtña. Das Flugzeug ging in Flammen auf. Von den 254 Menschen an Bord (231 Passagiere und 23 Besatzungsmitglieder) überlebten 26 den Absturz. Ursache war eine Kombination aus Pilotenfehler, unzureichendem Kartenmaterial und einem ausgefallenen Radar des Flughafens. Heute steht an der Absturzstelle ein Denkmal.
Am 23. Februar 2008 stürzte ein B-2-Tarnkappenbomber unmittelbar nach dem Start auf der Andersen Air Force Base ab. Es war der erste Absturz einer Maschine dieses Typs, der als das mit Abstand teuerste Flugzeug der Welt gilt. Beide Piloten konnten sich mit dem Schleudersitz retten, erlitten aber Verletzungen. Als Ursache des Absturzes wurde ein falsch kalibrierter Geschwindigkeitsmesser ermittelt.

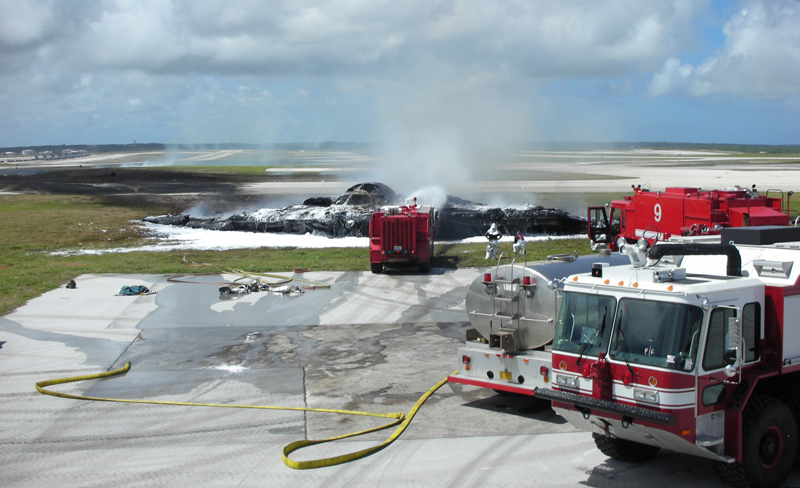
Das ausgebrannte Wrack des Tarnkappenbombers „Spirit Of Kansas“ (AV-12, Kennzeichen 89-0127)

Am 21. Juli 2008 stürzte eine unbewaffnete B-52H der US-Luftwaffe (20th Expeditionary Bomb Squadron) an der Ostküste der Pazifikinsel Guam ab. Die Maschine hätte zum 64. Jahrestag der Befreiung der Insel von japanischer Besatzung über eine feiernde Menschenmenge fliegen sollen. Alle sechs Besatzungsmitglieder kamen beim Absturz ums Leben.
Am 19. Mai 2016 stürzte ein US-Bomber des Typs B-52 auf dem Stützpunkt Andersen Air Force Base der amerikanischen Luftwaffe ab. Alle sieben Menschen an Bord blieben unverletzt.

## Politik
Die Verbindungen zu den USA werden in der Bevölkerung weitgehend positiv bewertet, auch sind die Militärstützpunkte für die Wirtschaft von Guam wichtig. Unter den Einwohnern ist die US-amerikanische Kultur weit verbreitet.
Die Insel besitzt für die USA eine große strategische Bedeutung. Rund ein Drittel der Insel wird von Einrichtungen der Navy und der Air Force eingenommen. Man befürchtet hohe Arbeitslosigkeit, wenn – wie geplant – vier Marineeinrichtungen geschlossen werden.

### Exekutive
Staatsoberhaupt ist der jeweils amtierende US-Präsident, Gouverneurin ist die Demokratin Lou Leon Guerrero, die am 6. November 2018 gewählt wurde und am 17. Januar 2019 ihr Amt antrat.

### Legislative
Guam hat ein Einkammerparlament mit 15 Sitzen, die Mitglieder werden für die Dauer von vier Jahren gewählt. Bei der Wahl am 2. November 2010 erhielten die Demokraten neun Sitze, die Republikaner sechs Sitze.

### Judikative
Es gibt das US District Court of Guam, das den Federal District Courts und Bankruptcy Courts entsprechende Zuständigkeit hat. Sein Richter wird vom US-Präsidenten ernannt. Zudem gibt es ein Territorial Superior Court, dessen Richter zunächst vom Gouverneur ernannt und nach acht Jahren dann vom Volk gewählt werden. Es gibt zusätzlich spezifische Gerichte, etwa ein Nachlass-, Verkehrs- und Jugendgericht.

### Parteien
Auf Guam gibt es eine ähnliche Parteienlandschaft wie in den USA, es gibt eine Demokratische Partei und eine Republikanische Partei.

### Status
Guam ist ein externes Territorium der USA mit innerer Autonomie. Die Einwohner sind zwar US-Bürger, dürfen aber nicht an der Wahl zum Präsidenten teilnehmen. Guam schickt einen nicht stimmberechtigten Delegierten ins US-Repräsentantenhaus. Derzeitiger Delegierter ist seit dem 3. Januar 2023 James Moylan von der Republikanischen Partei.

### Städtepartnerschaften
Guam unterhält mit folgenden Städten Partnerschaften:

 Manila, Philippinen

 Seoul, Südkorea

 Quezon City, Philippinen

 Riga, Lettland

 Vilnius, Litauen

 Majuro, Marshallinseln

 Taipei, Republik China (Taiwan)

## Verwaltungsgliederung
Guam wird in 19 Gemeinden (englisch: Villages) gegliedert.

## Infrastruktur

Schild für Guam Highway 8

Von den 885 km öffentlich zugänglichen Straßen sind 675 km asphaltiert. Weitere 685 km Straße, die als nicht öffentlich klassifiziert sind, befinden sich zum Teil auf Militärstützpunkten und Regierungseinrichtungen. Es gibt keinen Schienenverkehr.
Flughafen Guams ist der Flughafen Antonio B. Won Pat, der als Drehkreuz für United Airlines dient. Es gibt Flüge nach Japan, Hawaii, Hong Kong, auf die Philippinen, in die Volksrepublik China, Republik China (Taiwan) und Republik Korea (Südkorea).
Da Guam kein Bundesstaat der USA ist, übernimmt die Insel den Zoll- und Quarantänedienst selbst und ist für dessen Durchführung verantwortlich. Die Grenzschutzbehörde United States Customs and Border Protection überwacht lediglich die Einhaltung der Einreisebestimmungen.
Der größte Teil der Insel verfügt über moderne Mobilfunkverbindungen und über Hochgeschwindigkeitsinternetverbindungen über Kabel oder DSL. Guam ist seit 1997 an den nordamerikanischen Nummerierungsplan (NANP) angeschlossen, die Telefonvorwahl ist 671. Dadurch wurden die Gespräche in die kontinentalen USA erleichtert und günstiger, da sie nicht mehr als internationale Fernverbindungen galten. Guam ist auch ein großer Knotenpunkt für interkontinentale Seekabel: Zwölf Kabel verbinden die Weststaaten der USA, Hawaii, Australien und Asien miteinander, von denen die meisten nach China verlaufen.

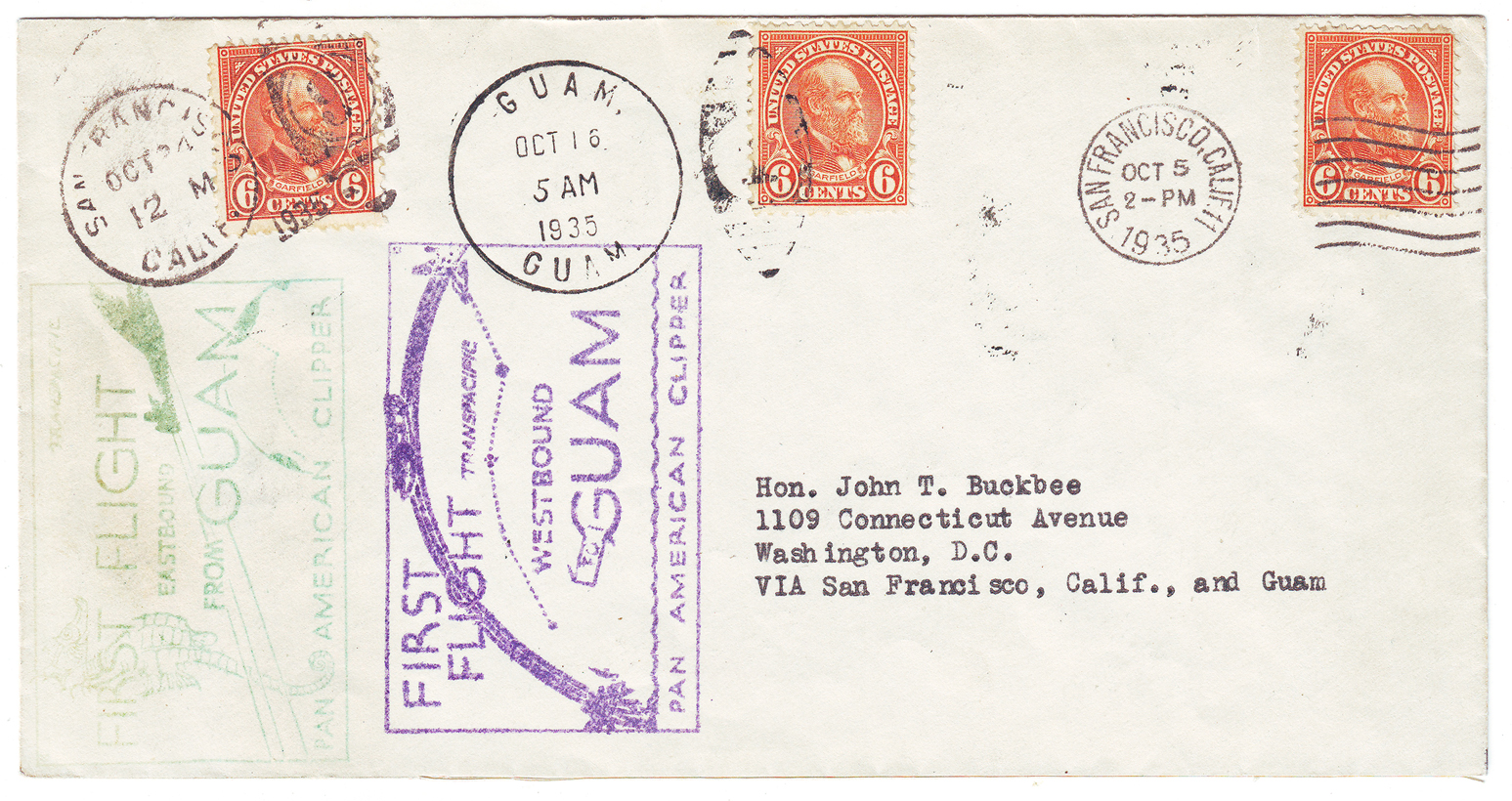
Der erste Brief, der zwischen dem 5. und 24. Oktober 1935 per Luftpost von Guam nach Washington und zurück befördert wurde.

Seit 1899 wird Guam vom US Postal Service bedient. Die Staatspost behandelt Guam, obgleich kein Bundesstaat der USA, als inländisch in Bezug auf die Tarife. Privatunternehmen wie FedEx, UPS oder DHL hingegen haben keinerlei Verpflichtung, Guam als Teil der 50 Bundesstaaten zu betrachten und verlangen daher Auslandstarife.
Die Schnelligkeit des Transports zwischen den Festlands-USA und Guam hängt vom Gewicht und von der Größe der Briefe und Pakete ab, aber auch von der Jahreszeit: Während leichtere Sendungen mit höherer Priorität für gewöhnlich weniger als eine Woche vom Festland nach Guam benötigen, kann der Transport größerer Sendungen zwischen ein und zwei Wochen benötigen. Weniger dringliche Sendungen wie Magazine werden nicht per Flugzeug, sondern mit dem Schiff via Hawaii von den Kontinental-USA nach Guam gebracht.
Der Hafen von Guam, Apra Harbor, ist die Lebensader der Insel: Die meisten Güter werden über ihn importiert. Zugleich dient er als Durchgangshafen für andere Inseln Mikronesiens mit einer Einwohnerzahl von mehr als 500.000 Menschen. Der Hafen dient ebenso als Versorgungsstation für die Militäreinrichtungen Guams.

## Militär

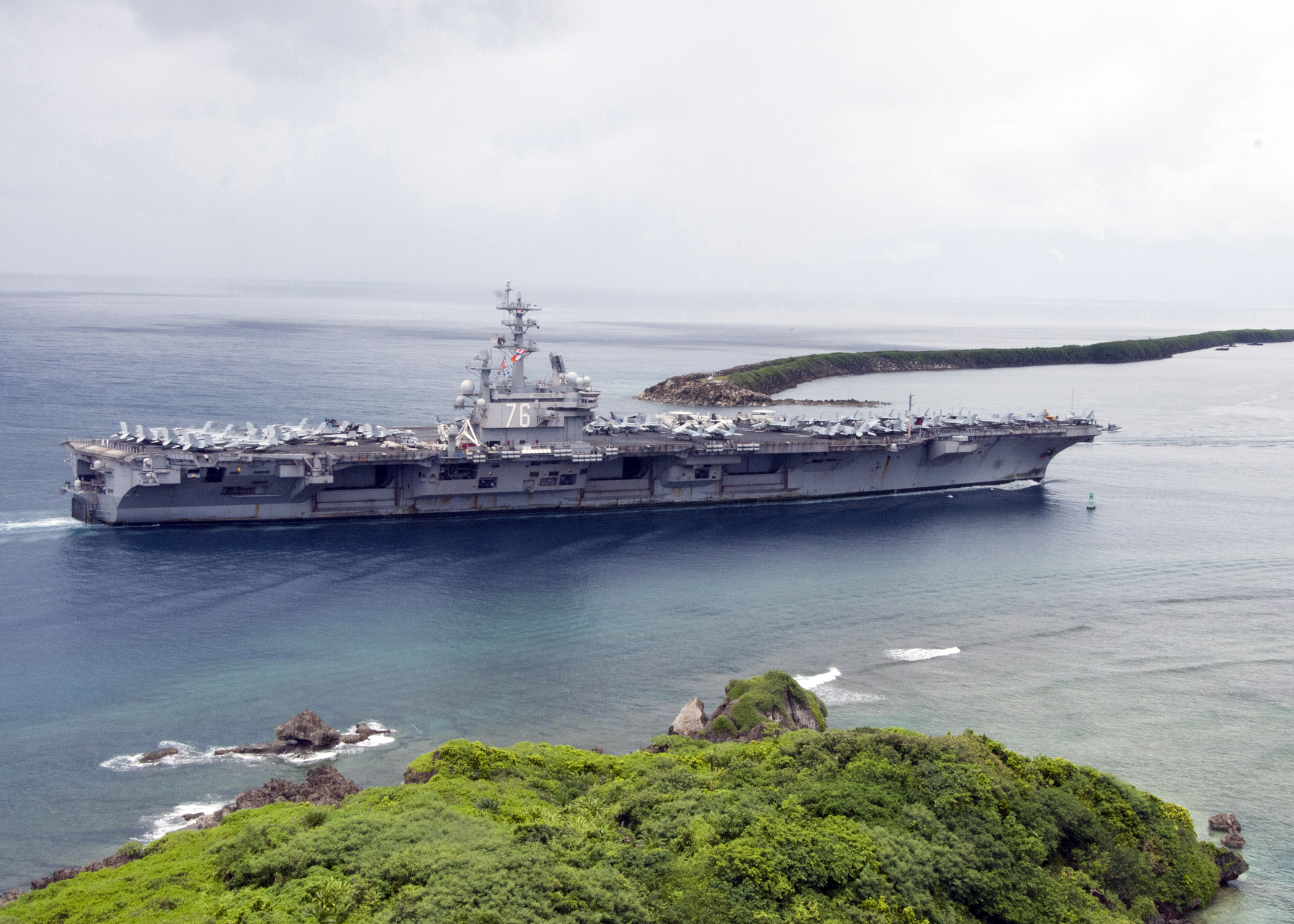
Der Flugzeugträger Ronald Reagan läuft in den Hafen Apra Harbor ein

Die Streitkräfte der Vereinigten Staaten verfügen über mehrere Basen, die sich auf insgesamt 16.000 Hektar erstrecken. Dies entspricht etwa 29 % der Gesamtfläche der Insel. Die einzelnen Stützpunkte sind:
- Naval Base Guam, United States Navy in Sumay
- United States Coast Guard, Sektor Guam, in Sumay
- Andersen Air Force Base, United States Air Force in Yigo
- Apra Harbor auf der Orote-Halbinsel
- Ordnance Annex, United States Navy in den South Central Highlands (zuvor Naval Magazine genannt, mit gleicher Funktion als Arsenal)
- Computer- und Telekommunikationsbasis der United States Navy in Barrigada und Finegayan
- Gemeinsames Kommando der Guam National Guard in Barrigada und Fort Juan Muna

Neben den Militäreinrichtungen auf der Insel selbst sollen Guam und die restlichen Marianen den westlichsten Trainingsraum für die US-Streitkräfte bilden. Guam ist in der Pazifikregion einer der wichtigsten Stützpunkte für die Navy und die Air Force.
Die US-Streitkräfte hatten vor 2010 geplant, einen Teil der auf der japanischen Insel Okinawa stationierten Marines (8600 Soldaten plus 9000 Angehörige) nach Guam zu verlegen und zugleich eine neue Anlegestelle für Flugzeugträger zu errichten. Zusammen mit den dafür notwendigen Bauarbeitern hätte dies eine (zumindest in Bezug auf die Bauarbeiter temporäre) Zunahme der Inselbevölkerung um 45 % bedeutet. Die Umweltschutzbehörde United States Environmental Protection Agency sprach sich im Februar 2010 öffentlich gegen die Pläne aus, weil sie negative Auswirkungen auf die Wasserversorgung, Müllprobleme und Auswirkungen auf die vorgelagerten Korallenriffe befürchtete. 2012 wurden die Pläne geändert und eine maximale Erhöhung der Zahl der Marines um 4800 beschlossen. Zwei Drittel davon sollen auf Rotationsbasis auf Guam stationiert werden, und zwar ohne die Angehörigen.
Durch die Verlegung der Marines von Okinawa nach Guam und die Vergrößerung der Militärbasen werden die Militäreinrichtungen in den kommenden Jahren rund 40 % der Landfläche Guams einnehmen. Im Januar 2011 wurde bekannt, dass sich der Umzug der Marines auf Grund von Budgetkürzungen verzögern und möglicherweise erst 2020[veraltet] abgeschlossen werden wird.
Die Einwohner Guams und die Militärangehörigen sind auf vielfältige Weise miteinander verbunden. Bei vielen Einwohnern handelt es sich um pensionierte Militärangehörige. Von den US-Soldaten leben viele außerhalb der Militärbereiche in den Ortschaften der Insel. Außerdem sind manche der Militärangehörigen in sozialen Projekten auf der Insel involviert.

## Wirtschaft
Die Einrichtungen der Marine und der Luftwaffe sind der wichtigste Arbeitgeber. 40 % der Arbeitnehmer arbeiten im Dienstleistungssektor, 26 % der Arbeitnehmer arbeiten im öffentlichen Dienst, 24 % arbeiten im Handel, 10 % in der Industrie.
15 % der Inselbewohner sind arbeitslos, 23 % der Bevölkerung leben unter der Armutsgrenze.
Daneben ist der Tourismus sehr bedeutend (nur Hawaii ist ein noch populäreres Ziel im Pazifik), vor allem für Japaner, für die ein Flug von Japan weitaus kürzer ist als nach Hawaii. Wegen der unberührten Korallenriffe und der zahlreichen pazifischen Großfische sowie der warmen Wassertemperaturen und guter Sichtweiten ist Guam ein beliebtes Ziel für Taucher und Schnorchler. Die Insel wird überwiegend von Besuchern aus Ostasien besucht, wobei Japaner deutlich vor Südkoreanern liegen. Von den 1,27 Millionen Besuchern im Jahr 2012 stammten alleine 901.000 aus Japan, 165.000 aus Südkorea. Damit machen Japaner 72,7 % und Südkoreaner 13,3 % der Besucher aus, zusammen also 86 %. Demgegenüber fallen Besucher aus den Vereinigten Staaten mit 4,1 % und aus Taiwan mit 4,0 % deutlich ab.
Offizielle Landeswährung ist der US-Dollar (US$). Das Bruttoinlandsprodukt pro Kopf betrug 2013 kaufkraftbereinigt ca. 30.500 US-Dollar.
Guam verfügt über eine eigene Universität, die University of Guam.

## Kultur

### Medien
Die Radiostation KPRG sendet aus Hagåtña auf UKW 89,3 MHz. Seit 1977 verbreitet Trans World Radio von Guam aus christliche Programme.

### Nationalfeiertag
Nationalfeiertag ist jeweils immer der erste Montag im März (Discovery Day).

### Sport
Guam verfügt über ein eigenes Nationales Olympisches Komitee und nahm seit 1988 an allen Olympischen Sommerspielen teil; 1988 schickte man außerdem einen Biathleten zu den Olympischen Winterspielen. Kein Athlet gewann bislang eine Olympiamedaille. Derzeitiger NOK-Präsident ist der ehemalige Judoka Ricardo Blas senior.
Die guamische Fußballnationalmannschaft ist FIFA- und AFC-Mitglied. 2002 nahm Guam zum ersten Mal an der Qualifikation zur Fußballweltmeisterschaft teil, wo man zwei Spiele mit 0 Toren bei 35 Gegentoren absolvierte.
Den ersten Erfolg in einem Länderspiel errang Guam am 11. Juni 2015, als man in einem Spiel zur Qualifikation für die Fußball-Weltmeisterschaft 2018 Turkmenistan mit 1:0 bezwang.